# Giáo dục mỹ thuật

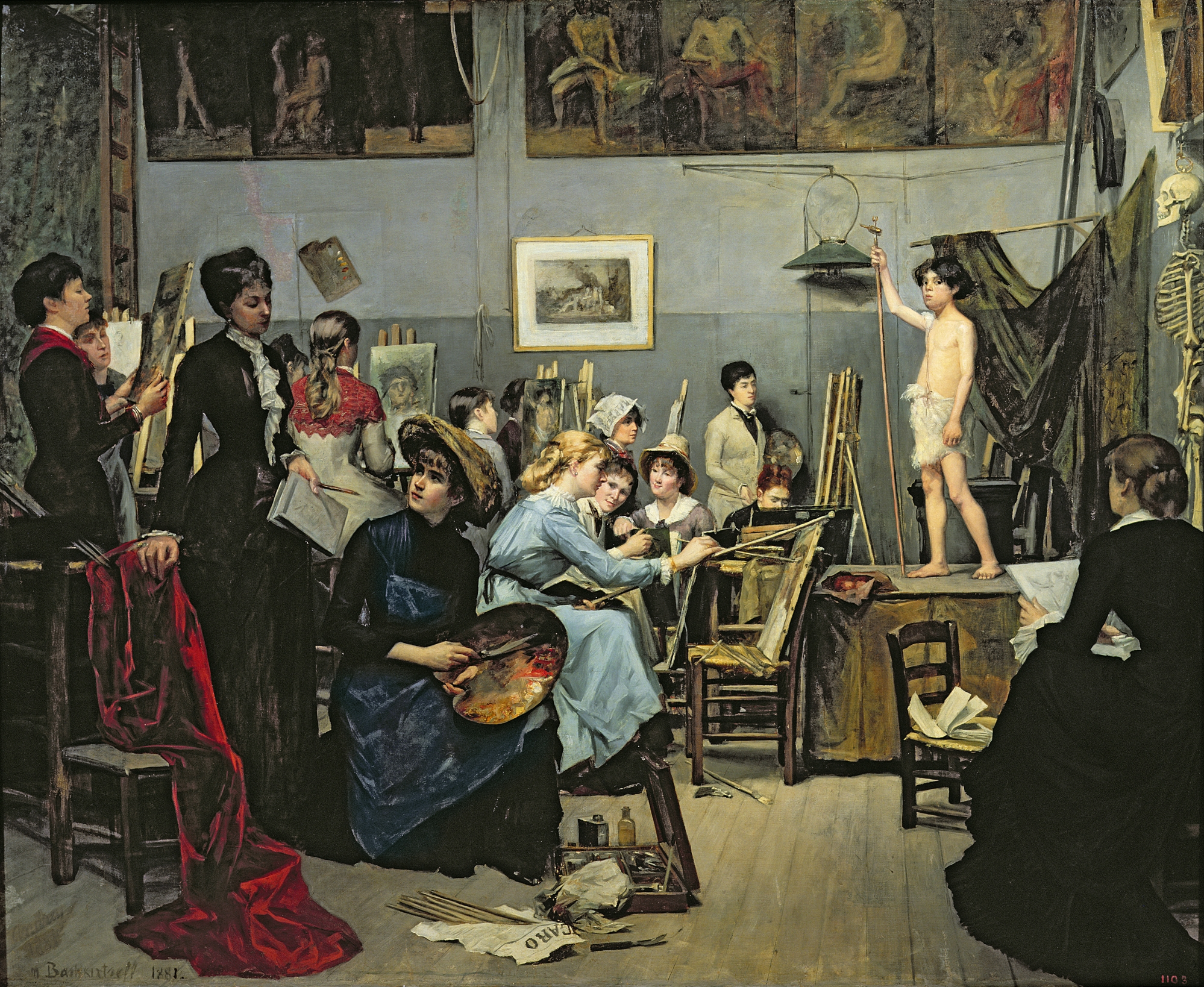
Bức họa năm 1881 của tác giả Marie Bashkirtseff có tên gọi Trong xưởng vẽ (In the Studio), mô tả một buổi học vẽ trong trường mỹ thuật, trưng bày tại Bảo tàng Mỹ thuật Nhà nước Đờ-nhi-pờ-rô-pê-tro-sơ-kơ, thành phố Dnipropetrovsk, Ucraina

Giáo dục mỹ thuật, thường gọi tắt là Mỹ thuật, là môn học dựa trên loại hình nghệ thuật mà ta có thể nhìn thấy được như: nghệ thuật tạo hình—tô vẽ, hội họa, điêu khắc, đồ họa in khắc và lĩnh vực thiết kế trang sức, đồ gốm, dệt, vải, v.v... cũng như ngành thiết kế ứng dụng thực tế như đồ họa thương mại và trang thiết bị nhà ở. Các chủ đề đương đại có thể kể đến nhiếp ảnh, video, điện ảnh, thiết kế và nghệ thuật tin học. Bộ môn Mỹ thuật có thể tập trung vào việc cho người học sáng tạo nghệ thuật, học về phê bình và đánh giá nghệ thuật, hoặc là sự kết hợp của cả hai.